# Porrat de San Macià
El "Porrat de San Macià" (San Matías) o Porrat del Interior, que se realiza en Rótova, cuenta con más de cien años de antigüedad y está considerado uno de los más importantes y concurridos dentro de la Ruta de los "Porrats de la Safor", que se celebran de enero a septiembre y que engloba una decena de pequeñas ferias tradicionales de la comarca.

## El Porrat del Interior
El Porrat del Interior es una tradición festiva que se celebra el último fin de semana de febrero, cercano a la festividad de San Matias, con un mercado al aire libre con productos tradicionales, dulces y frutos secos con una completa programación de actividades culturales y ha ido incorporando aspectos socioculturales, gastronómicos, lúdicos y festivos con actividades de artesanía, conciertos, teatro, cuentacuentos y talleres didácticos, además de atracciones de feria y, que convierte a Rótova en un punto de encuentro de las comarcas de la Safor y la Vall d'Albaida al que suelen acudir unas 30.000 personas.
En 1998, els "porrats" de San Macià y San Blai de Potries unificaron sus esfuerzos mediante la creación de una ruta que facilitara la promoción turística y cultural. a la que se añadieron otras poblaciones que también celebran sus "porrats". Actualmente la Ruta de los Porrats está formada por un total de siete municipios: Oliva, Benirredrà, la Font d'en Carròs, Potries, Rótova, Tavernes de la Valldigna y Alqueria de la Comtessa.
El 2009 La Generalidad Valenciana declaró al Porrat de San Macià de Rótova como Fiesta de Interés Turístico Local de la Comunidad Valenciana

## Origen del Porrat de San Macià
El origen de la celebración es incierto pero la versión tradicional se remonta en el siglo XVIII, cuando los frailes del Convento de San Jerónimo de Cotalba  celebraban por San Matias un mercado para el intercambio de caballerías y manadas, el cual se paraba en la entrada del convento y acontecería con el tiempo una concurrida feria o "porrat" donde asistía la gente de los alrededores. La exclaustración de los frailes en 1835 provocó que finalmente la feria se trasladará a las calles del pueblo de Rótova.
Otra versión dice que a raíz del viaje del rey Felipe II por tierras valencianas, el sexto día, el 22 de febrero de 1586, se hospedó en el monasterio de Cotalba, La jornada del 23, el rey y su séquito la pasaron entre los frailes y la lluvia caída aquella noche hizo que el día siguiente, día de San Matias, el rey no puedas viajar y los vecinos de Rótova y de los alrededores acudieron a visitarlo y hacerle presentes organizando un tipo de pequeña feria  a las puertas del monasterio, el lunes 24 de febrero de 1586, fiesta de San Matias Apóstol.